# Салик, Александр Яковлевич
Александр Яковлевич Салик (укр. Олекса́ндр Я́кович Са́лік; 21 ноября 1936, Ананьев, Молдавская АССР — 13 декабря 1998) — советский и украинский военный дирижёр, полковник. Профессор Одесской государственной консерватории им. А. В. Неждановой, народный артист Украинской ССР (1990).

## Биография
Родился 21 ноября 1936 года в семье военного дирижёра. Унаследовав традиции семьи он и его старший брат Леонид пошли по стопам отца и посвятили свою жизнь военно-оркестровой службе. Начальное музыкальное образование Александр получил в Ростовской школе музыкальных воспитанников (класс кларнета П. Черноглазова). После окончания школы проходил военную службу в оркестре Одесского Высшего артиллерийского командного училища имени М. В. Фрунзе под руководством дирижёра Иосифа Бейлина, который был любимым наставником Салика и в 1955 году дал ему рекомендацию для продолжения музыкального образования по дирижёрской специальности.
В 1960 году Салик закончил военно-дирижёрский факультет при Московской государственной консерватории имени Чайковского (класс Бориса Дикова).
Первое место службы после окончания института военных дирижёров — город Коломыя (по другим сведениям — Кагул). На конкурсе военных оркестров Прикарпатского военного округа (Львов, 1969 год занимает 1-е место. Дальнейшее место службы — Одесское высшее командно-инженерное училище ПВО. Занимал первые места на окружных конкурсах военных оркестров Одесского военного округа (1976, 1979). С 1979 года начальник военно-оркестровой службы Северной группы войск (Польша). За большую интернациональную работу во время прохождения службы в Польше был награждён польскими правительственными наградами, ему присвоено звание «Заслуженный деятель лиги обороны края». С 1984 года начальник военно-оркестровой службы Одесского военного округа.
Вершиной творческой деятельности Александра Яковлевича явилось выступление возглавляемого им коллектива на последнем в истории СССР Всесоюзном смотре-конкурсе военных духовых оркестров Советской Армии и Военно-Морского флота (Москва, 1988), где коллектив оркестра штаба занял первое место. За время существования Одесского военного округа это было впервые. В этом же году успешно прошли гастроли оркестра в Румынии. В 1990 году оркестр штаба Одесского военного округа принимал участие международном национальном фестивале духовых оркестров в Бреде (Нидерланды). Высокую оценку в прессе дала королева Нидерландов Беатрикс, которая заявила, что 39-й фестиваль с участием Одесского оркестра стал лучшим в Европе.
В 1992 году в звании полковника Александр Салик вышел в отставку и начал работу на кафедре духовых инструментов Одесской государственной консерватории. Он стал основателем Одесского муниципального духового оркестра (1992), которому в дальнейшем было присвоено его имя (ныне — Одесский муниципальный Театр духовой музыки имени народного артиста Украины А. Салика).